# أل بي. رومانو
أل بي. رومانو (بالإنجليزية: Al B. Romano)‏ هو موسيقي أمريكي، ولد في 23 أبريل 1965 في يونكيرس في الولايات المتحدة.

## وصلات خارجية
- أل بي. رومانو على موقع ميوزك برينز (الإنجليزية)
- أل بي. رومانو على موقع ديسكوغز (الإنجليزية)